# 샤이니의 어느 멋진 날
《샤이니의 어느 멋진 날》은 2013년 2월 12일부터 MBC MUSIC에서 2013년 4월 16일까지 방송된 샤이니의 리얼 버라이어티 프로그램이다.